# Sender Donebach

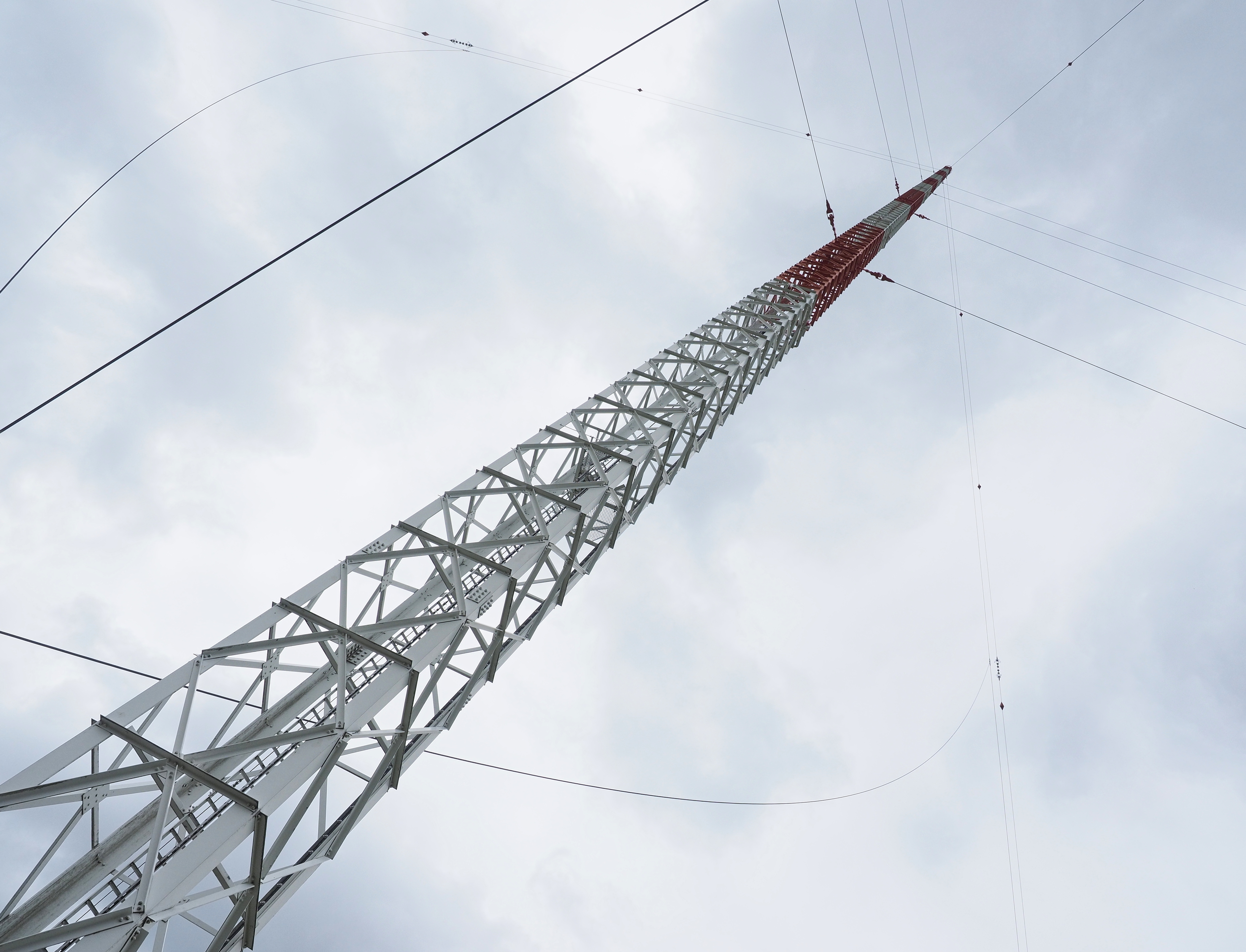
Blick von unten auf den Strahlermast mit Speiseleitungen (vom Abstimmhaus links außerhalb des Bildes)

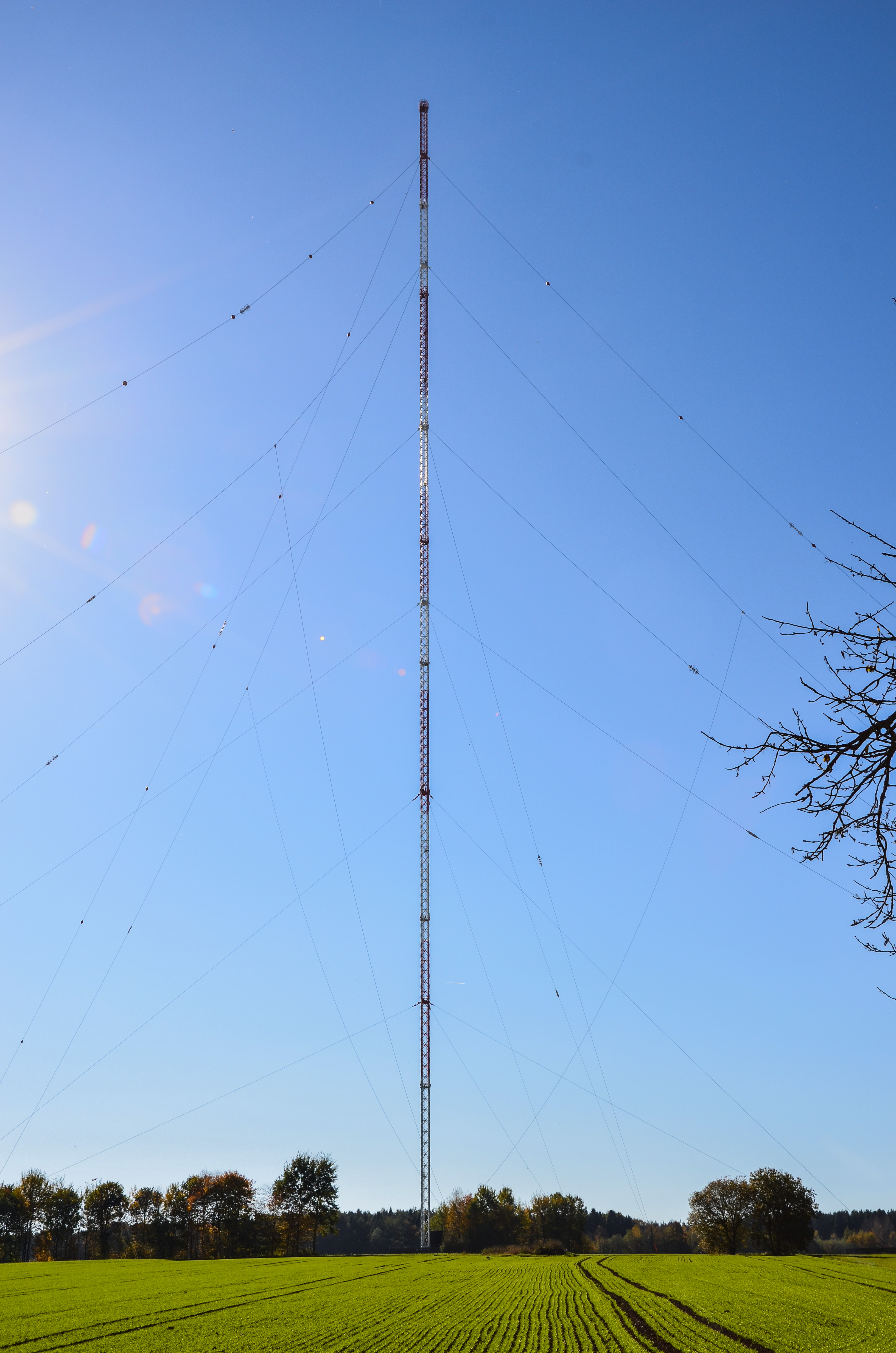
Blick von der Durchgangsstraße auf den Reflektormast

Der Sender Donebach war ein Langwellensender in Donebach und Mörschenhardt, beide Ortsteile von Mudau im Neckar-Odenwald-Kreis. Er wurde von der Deutschen Bundespost erbaut und befand sich zuletzt im Besitz der Media Broadcast GmbH. Von der Inbetriebnahme am 10. März 1967 bis zum 1. Januar 2015 strahlte er das Programm des Deutschlandfunks aus, ab 1975 auf der Frequenz 153 kHz.
Weithin sichtbar waren die zwei 363 m hohen Sendemasten der Anlage, die zweithöchsten Türme Deutschlands nach dem 5 m höheren Berliner Fernsehturm.
Als sich nach der Außerbetriebnahme keine Nachnutzung der Anlage fand, wurden am 2. März 2018 die zwei Sendemasten zu Fall gebracht, anschließend wurde die Sendeanlage abgebaut.

## Geschichte

### Errichtung der Anlage
Als der Deutschlandfunk am 1. Januar 1962 auf Sendung ging, standen ihm nur zwei Sendeanlagen zur Verfügung:
- der neu errichtete Mittelwellensender in Mainflingen und
- der Langwellensender des Vorgängerprogramms Deutscher Langwellensender in Hamburg-Billwerder, der dem NDR gehörte.

Bis zum Jahresende 1962 konnte die Deutsche Bundespost, die für den Sendebetrieb des Deutschlandfunks zuständig war, in Mainflingen auch einen Langwellensender aufbauen, der auf der Frequenz 151 kHz arbeitete, am unteren Ende des Langwellenbandes. Dieser Sender stellte jedoch nur eine Übergangslösung dar. Einen geeigneten Standort fand die Bundespost schließlich auf der Hochebene westlich von Donebach im Odenwald. Der im Jahr 1939 erbaute und 1943 stillgelegte ehemalige Feldflugplatz – auf über 500 m ü. NN hoch gelegen – eignete sich ideal dazu, Westdeutschland und die DDR abzudecken.
Von 1965 bis 1967 wurde die erste Sendeanlage auf dem Areal errichtet und am 10. März 1967 auf der Frequenz 151 kHz in Betrieb genommen. Eingesetzt wurde eine Rundstrahlantenne aus vier Masten mit je 200 m Höhe, deren Spitzen über gespannte Seile miteinander verbunden waren. Gespeist wurde der mittlere dieser vier Masten.

### Einschränkungen und Umbau 1972
Der Sendebetrieb auf 151 kHz erzeugte Gleichkanalstörungen mit dem auf 155 kHz arbeitenden Sender Brașov in Rumänien. Als Abhilfe wurde zunächst angeordnet, die Sendeleistung von den angestrebten 250 kW auf 70 kW zu drosseln. Da es trotz dieser Maßnahme weiterhin zu Gleichkanalstörungen kam, wurde die Sendeanlage 1972 so umgebaut, dass die in Richtung Brașov abgestrahlte Leistung geringer war. Hierfür wurden zwei der vier Sendemasten abgebaut und die beiden verbliebenen Masten mit einer schirmartigen Dachkapazität aus Kupferhohlseilen ausgestattet. Der nordwestliche Mast arbeitete als Strahler, der südöstliche Mast als Reflektor in Richtung Brașov. Damit wurde ein störungsfreier Betrieb mit vollen 250 kW Sendeleistung möglich.

### Genfer Wellenplan und Umbau 1982
Im Genfer Wellenplan von 1975 wurde dem Sender Donebach die Frequenz 153 kHz offiziell zugeteilt. Gleichzeitig wurden neue Leistungsgrenzen festgelegt. Tagsüber durfte mit 500 kW und nachts mit 250 kW Leistung gesendet werden, wobei tagsüber eine geringe und nachts eine starke Ausblendung in Richtung Brașov vorzunehmen war.
Um diese Auflagen zu erfüllen, wurden 1982 zwei neue Sendegeräte für 250 kW Ausgangsleistung mit Pulsdauermodulation installiert, die wesentlich wirtschaftlicher arbeiteten als die bislang verwendeten Sendegeräte. Außerdem wurden beide Antennenmasten von 200 m auf 363 m aufgestockt. Hierzu wurden die Masten ab- und unter Verwendung zusätzlicher Elemente wiederaufgebaut, wobei die älteren Elemente die oberen Teile bildeten.
Wie die beiden Sendemasten der ähnlich ausgeführten Anlage in Aholming waren es geerdete Konstruktionen, die Sendeleistung wurde in etwa 300 m Höhe über die Halteseile eingespeist. An jedem der selbststrahlenden Sendemasten stand ein Abstimmhaus, in der Mitte dazwischen das Mittenhaus. Die Masten standen 600 Meter auseinander, der Richtungswinkel vom Sender- zum Reflektormast betrug 110°.
Nach der Aufstockung stellten die beiden Masten die höchsten Bauwerke der damaligen Bundesrepublik dar, nach der Wiedervereinigung wurden sie vom 368 m hohen Berliner Fernsehturm auf den zweiten Platz verschoben.

### Abschaltung und Abbau
Angesichts der hohen Betriebskosten bei abnehmender Nutzung hatte die Kommission zur Ermittlung des Finanzbedarfs der Rundfunkanstalten (KEF) in ihrem 2011 erschienenen 18. Bericht angeordnet, den Lang- und Mittelwellensendebetrieb des öffentlich-rechtlichen Rundfunks einzustellen. Das war Bedingung für die Bewilligung von Mitteln für den weiteren Ausbau des digitalen Hörfunks.
Als Folge dieser Entscheidung wurde der Sender Donebach am 31. Dezember 2014 abgeschaltet, wobei es (wie auch im gleichzeitig abgeschalteten Sender Aholming in Niederbayern) zu einigen technischen Unregelmäßigkeiten kam, die den tatsächlichen Sendebetrieb in den 1. Januar hinein verlängerten.
Anfängliche Planungen, die hohen Masten als Träger für DAB-Sendeanlagen zu nutzen, wurden später fallengelassen.
Da nach der Abschaltung des Langwellenbetriebes keine wirtschaftliche Nachnutzung gefunden werden konnte, wurden die beiden verbliebenen Masten am 2. März 2018 durch Sprengung zu Fall gebracht.
Von der Abschaltung bis zur Sprengung war der Sender Donebach mehrmals Ziel illegaler Roofingaktionen. Dabei wurden die 363 m hohen Masten ohne Sicherung erklettert. Einige sprangen auch mit Wingsuits von der Spitze in die Tiefe.

## Reichweite und Eichfrequenz
Der Sender Donebach versorgte Deutschland flächendeckend mit Ausnahme von Ostbayern, was auf die notwendige Ausblendung Richtung Brașov zurückging. Darüber hinaus war er in der Schweiz, im Nordosten Frankreichs, in Luxemburg, Belgien, den Niederlanden und weiten Teilen Großbritanniens zu empfangen.
Als Füllsender für Ostbayern wurde 1979 mit dem Sender Erching ein zusätzlicher Langwellensender für den Deutschlandfunk in Betrieb genommen, der 1989 durch den Sender Aholming ersetzt wurde.
Die Trägerfrequenz des Senders wurde von einer Rubidium-Atomuhr hergeleitet, die sich im Stationsgebäude befand. Sie war damit ausreichend präzise, um (wie auch die Trägerfrequenz von DCF77) als Eichfrequenz zu gelten.

## Lage
Geographische Koordinaten der zwei zuletzt betriebenen Masten:
- Strahlermast: 49° 33′ 40,2″ N, 9° 10′ 22,7″ O
- Reflektormast: 49° 33′ 33,5″ N, 9° 10′ 50,7″ O

Der Reflektormast stand dabei auf Donebacher Gemarkung, der Strahlermast in der Gemarkung Mörschenhardt, ebenfalls ein Ortsteil der Gemeinde Mudau.